# Галф Тауэр
Галф Тауэр (Gulf Tower) — небоскрёб в Питтсбурге (Пенсильвания, США). Расположен в центре города по адресу 707 Grant Street. В здании 44 этажа, его высота — 177,4 метра. С 1973 года Является национальным историческим памятником. Gulf Tower является одним из главных отличительных и узнаваемых особенностей города и названа в честь залива, принадлежащего корпорации, которая является одной из ведущих транснациональных нефтяных компаний своего времени, неизменно входит в число 10 крупнейших корпораций в стране. С 1932 здание было самым высоким в городе, пока в 1970 году не был построен небоскрёб U.S. Steel Tower.

## История
Построенное как штаб-квартира нефтяной компании Gulf Oil и известное как «Здание Залива», сооружение было спроектировано фирмой «Троубридж и Ливингстон»(Trowbridge & Livingston) и завершено в 1932 году стоимостью 10,05 миллиона долларов (сегодня 155,7 миллиона долларов). 
13 июня 1974 года на 29-м этаже Галф Тауэр была взорвана бомба, заложенная организацией Weathermen. Взрыв был осуществлён в знак протеста против участия Gulf Oil в богатых нефтью регионах.
19 мая 2021 года в здании произошёл пожар, после которого небоскрёб был закрыт на ремонт на 6 месяцев.  

## Описание
Корона небоскрёба выполнена по образцу Галикарнасского мавзолея в стиле ступенчатой пирамиды. Здание было внесено в список исторических памятников Фонда истории и достопримечательностей Питтсбурга в 1973 году. До конца 1970-х годов вся многоэтажная структура здания в верхней части была освещена неоном и использовалась как метеорологический маяк, с помощью которого давался прогноз погоды.